# Hartmut Krohm
Hartmut Krohm (* 21. Juli 1940 in Wien; † 12. Juli 2018 in Berlin) war ein deutscher Kunsthistoriker und Kurator mittelalterlicher Kunst.

## Leben
Von 2001 bis zu seiner Pensionierung 2005 war er stellvertretender Direktor der Skulpturensammlung und des Museums für Byzantinische Kunst in Berlin.
Er war seit 1989 Lehrbeauftragter und seit 1996 Honorarprofessor an der Technischen Universität Berlin.

## Schriften (Auswahl)
Herausgeberschaft
- Martin Schongauer. Druckgraphik im Berliner Kupferstichkabinett. Ausstellungskatalog. Mann, Berlin 1991.
- mit Eike Oellermann: Flügelaltäre des späten Mittelalters. Skulpturensammlung. Reimer, Berlin 1992.
- Die Goldene Tafel aus dem Mindener Dom. Ausstellungskatalog. Berlin 1992.
- mit Klaus Krüger, Matthias Weniger: Entstehung und Frühgeschichte des Flügelaltarschreins. Berlin 2001.
- mit Uwe Albrecht, Matthias Weniger: Malerei und Skulptur des späten Mittelalters und der frühen Neuzeit in Norddeutschland. Künstlerischer Austausch im Kulturraum zwischen Nordsee und Baltikum. Reichert, Wiesbaden 2004.
- mit Holger Kunde: Der Naumburger Meister. Bildhauer und Architekt im Europa der Kathedralen. Ausstellungskatalog. Imhof Verlag, Petersberg 2011.

Monographien und Aufsätze
- mit Bodo Buczynski: Die Dangolsheimer Madonna. Technologische Untersuchung und Restaurierung. In: Zeitschrift für Kunsttechnologie und Konservierung 3 (1989), S. 165–189.
- Zuschreibungen an Niclaus Gerhaert van Leyden. Eine noch längst nicht abgeschlossene Diskussion. In: Rainer Kahsnitz, Peter Volk (Hrsg.): Skulptur in Süddeutschland 1400–1770. Festschrift für Alfred Schädler. Deutscher Kunstverlag, München 1998, S. 109–128.
- Der Gerhaertsche Stilkreis und das Werk Adam Krafts. In: Frank Matthias Kammel (Hrsg.): Adam Kraft. Die Beiträge des Kolloquiums im Germanischen Nationalmuseum (= Wissenschaftliche Bände zum Anzeiger des Germanischen Nationalmuseums. Band 20). Nürnberg 2002, S. 89–108.
- Riemenschneider auf der Museumsinsel. Werke altdeutscher Bildhauerkunst in der Berliner Skulpturensammlung. Gerchsheim 2006.